# Superficie di Costa
La superficie di Costa, in geometria differenziale, è una superficie minima illimitata immersa topologicamente equivalente ad una sfera con un manico e tre buchi (o potremmo dire anche ad un toro con tre buchi): cioè è una superficie che ha curvatura media uguale a zero in ogni punto, senza bordo, che non si autointerseca, di genere uno e con tre code (tre parti distinte della superficie che si estendono all'infinito).
La superficie di Costa viene scoperta dal matematico brasiliano Celso Costa, che la presenta nel 1982 nella sua tesi di dottorato. Dalle immagini della superficie si può notare che essa assomiglia all'unione di un piano con una catenoide, ed inoltre è molto simmetrica.
La sua scoperta ha dato nuovo impulso alla ricerca nel campo della teoria delle superfici minime, portando alla scoperta di molte nuove superfici.
La superficie di Costa può essere descritta usando la funzione zeta di Weierstrass e le funzioni ellittiche di Weierstrass.